# 久慈氏
久慈氏（くじし）は、日本の氏族。摂待氏などがこの一族という。

## 出自
久慈氏は、以前久慈にあった氏で「陸奧安倍氏族」の系譜を引くものと、南部光行の三男を祖とする系譜や、一戸南部氏の分流などの陸奧「清和源氏、南部氏族」がある。
「清和源氏、南部氏族」の久慈氏は、近世の系譜類では南部氏の祖・源光行（南部光行）の三男で七戸氏の祖になった七戸朝清の流れとするが、異説もある。（系胤諸考所載「摂待系図」『奥南旧指録』など）
「摂待久慈系譜」の序文によると、久慈氏の始祖は南部三郎光行の弟で、小笠原四郎源光清で建久2年（1191年）12月、兄光行と共に奥州に下向、九戸郡久慈を分領して、累代南部氏の従臣となったとある。
津軽家の系図では、南部久慈氏の一族大浦光信を祖として家系を開始しているが、久慈家から養子に入った大浦為信が藤原北家近衛家の傍流を自称して以来、藤原姓を称している。
さらに、「津軽系図」によると、津軽氏は奥州藤原氏の藤原基衡の次男の十三秀栄の系統とも伝わる。

## 歴史
「深秘抄（奥南旧指録）」には、「七戸の別れ久慈、藤村・野辺は久慈の別れ」と記され、さらに「文明年中（1469から1486年）、久慈を領す、後備前九戸一味故、断絶する」と記されている。
室町から戦国期にかけて、久慈郡は糠部南部氏の勢力下に置かれ代官が派遣され、他の諸氏と同様に戦国期までの事跡は不詳であるが、室町後期には九戸郡一帯は久慈氏の統治下にあった。
久慈修理助治政に男子がなかったため、三戸南部18代時政の次男南部信実（『南部系図』）を養子として娘を娶らせて、11代久慈氏を継がせ、久慈大川目八日館城に在城したとある。その後、久慈湊新町の久慈館に移転した。と伝えられている。
なお、摂待久慈系図によると、信実は16代南部助政の子となっている。
年代の伝えはないが、久慈政継は、三戸南部氏の代官として出羽大曲に駐在し、平賀・大曲両郡の所領を管理中、堺に合戦、討死した。弟の久慈信継により遺領を相続するが、成長の後久慈治継へ退き、晩年双親のため銀春山長久寺を建立する。
信実以降は、八戸氏、新田氏、九戸氏、東氏、中館氏、出ル町氏などと婚姻関係を結んでいるが、戦国期になると、九戸氏との関係が深くなっていった。
戦国末期の当主、久慈備前守直治は九戸信仲の三男中務政則を娘婿としたため、天正19年（1591年）9月、九戸政実の乱において九戸政実に荷担したが敗北し、主だった首謀者達とともに栗原郡三迫岩ヶ崎（現 宮城県栗原市）に送られ処刑され、久慈氏の本宗は断絶した。久慈一党の多くは、九戸籠城軍に加わり九戸氏とともに滅んだ。
久慈直治の弟 閉伊郡宮古摂待村領主・出羽治光は、病を理由に九戸家にくみせず没落を免れて、久慈出羽守と称して摂待久慈家として残る。久慈修理治興、久慈（毘）但馬高光なども、在命したことが知られている。

## 系譜
```
<<公族之八>>
七戸氏　本名南部　久慈　
摂待　小笠原
　新田

　　　　　　　　　　　　　　　　　　　　　　　　　　　　
加賀美遠光

　　　　　　　　　　　　　　　　┏━━━━━━┳━━━━━━━╋━━━━━━┳━━━━━┳━━━━━┓
 　　　　　　　　　　　　　　
秋山光朝
　　
小笠原長清
　　 　
南部光行
　　
加賀美光経
　
於曽経行
　
　大弐局

　　　　　　　　　　　　　　┏━━━━┳━━━━┳━━━━━━╋━━━━┳━━━━━┓
　　　　　　　　　　　　 
一戸行朝
　
南部実光
　
波木井実長
　
七戸太郎三郎
　
四戸宗清
　
九戸行連

　　　　　　　　　　　　（
一戸氏
）（
三戸氏
）（
八戸氏
） 　　　　　
朝清
　（
四戸氏
） （
九戸氏
）
　　　　　　　　　　　　　　　　　　　　　　　　┏━━━━━━╋━━━━━━━┓　
　　　　　　　　　　　　　　　　　　　　　　
久慈
太郎　　　七戸三郎　　　　久慈五郎　
　　　　　　　　　　　　　　　　　　　　　　　　
光興
（義清）　　光継　　　　　　光治　
　　　　　　　　　　　　　　　　　　　　　　　　┃　　　　　　┃　　　　　　　┃
　　　　　　　　　　　　　　　　　　　　　　久慈尾張　 　　（
七戸氏
）　　　久慈刑部　　
　　　　　　　　　　　　　　　　　　　　　　　　
継治
　 　　　　　　　　　　　 清朝　　
　　　　　　　　　　　　　　　　　　　　　┏━━┻━━┓　　　　　　　　　　　┃
　　　　　　　　　　　　　　　　　　　久慈大煩　　久慈下野　　　　　　　　 久慈助六
　　　　　　　　　　　　　　　　　　　　　
治長
　　　　治広　　　　　　　　　　治広　　
　　　　　　　　　　　　　　　　　　　　　┃　　　　　　　　　　　　　　　　　┃
　　　　　　　　　　　　　　　　　　　　　
治慶

　　　　　　　　　　　　　　　　　　　　　┃
　　　　　　　　　　　　　　　　　　　　　
宗治

　　　　　　　　　　　　　　　　　　　　　┃
　　　　　　　　　　　　　　　　　　　　　
朝治
　
　　　　　　　　　　　　　　　　　　　　　┃
　　　　　　　　　　　　　　　　　　　　　
治国

　　　　　　　　　　大膳大夫　　　　　　　┃
　　　　　　　　
南部守行
13
　　　　　　　　
信治

　┏━━━┳━━━━╋━━━┳━　 　　　 ┃
　遠江守　大膳大夫　　　　　興次郎　　　　
治行

　 
義政
14
　
政盛
15
　　　　　  
助政
16
 　　　　┃
　　　　　┣━━━┓　　　　┃　　　　　　修理助
　　　　　彦三郎　彦次郎　　左衛門尉　　　
治政

　　　　　
光政
17
　
時政
18
　　 
信時
20
　　　　┃
　　　　　　　　　┣━━━━━━━━(南部時政次男)
　　　　　　　　　彦次郎　　　　　　　　　備前守
　　　　　　　　　
通継
19
　　　　　　　　　
信実

　　　　　　　　　　　　　　　　　　　 　 ┣━━━━━━━━━━━━━━━━━━┓
　　　　　　　　　　　　　　　　　　　　　摂津守　　　　　　　　　　　　　　
侍浜久慈家

　　　　　　　　　　　　　　　　　　　　　信政　　　　　　　　　　　　　　　久慈因幡
　　　　　　　　　　　　　　　　　　　　　┣━━━┓　　　　　　　　　　　　　　
信興

　　　　　　　　　　　　　　　　　　　　　備前　　摂津守　　　　　　　　　　　　┃
　　　　　　　　　　　　　　　　　　　　　
政継
　　
信継
　　　　　　　　　　　　　兵庫
　　　　　　　　　　　　　　　　　　　　　┃　　　　　　　　　　　　　　　　　　
信次

　　　　　　　　　　　　　　　　　　　　　摂津守　　　　　　　　　　　　　　　　┃
　　　　　　　　　　　　　　　　　　　　　
治継
　　　　　　　　　　　　　　　　　因幡
　　　　　　　　　　　　　　　　　　　　　┃　　　　　　　　　　　　　　　　　　信久
　　　　　　　　　　　　　　　　　　　　　備前守　　　　　　　　　　　　　　　　┃
　　　　　　　　　　　　　　　　　　　　　治義（信長）　　　　　　　　　　　　兵庫
　　　　　　　　　　　　　　　　　　　　　┣━━━━━┳━━━━━┓　　　　　　信武
　　　　　　　　　　　　　　　　　　　　　参河守　　　十郎　　　　 五郎　　　　 ┃
　　　　　　　　　　　　　　　　　　　　　信義　（大浦家養子）（兄と倶に　　　　因幡
　　　　　　　　　　　　　　　　　　　　　┃　　　　
大浦為信
　　　津軽に出奔）　信遠
　　　　　　　　　　　　　　　　　　　　　┣━━━━━━┓　　　　　　　　　　　┃
　　　　　　　　　　　　　　　　　　　　　備前守　　　　出羽　　　　　　　　　　
道久

　　　　　　　　　　　　　　　　　　　　　
直治
　　　　　
治光
　　　　　　　　　　┃
　　　　　　　　　　
九戸信仲
　　　　　　　┃　　　　　　┃　
　　　　　　　　　　　　┣━━━━━(九戸信仲三男)　（
摂待家
）
　　　　　　　　　　　　
政実
　　　　　　　中務　　
　　　　　　　　　　　　　　　　　　　　　
政則

 
 <<異姓之五十七>>
久慈氏　
　姓源氏　紋旧割菱　九曜　今菱九曜
```

## 庶家
- 摂待氏
- 侍浜久慈氏　信実の次男、因幡久慈信興は大永年間　父の命を受け侍浜北野に牧を開き、17代久慈隆蔵は戊辰戦争に参加。明治最初の県立議員を務め、18代貫一は県会議員後、衆議院議員に進む。19代毅一郎は侍浜村議、侍浜村長を歴任し、20代吉野右衛門は岩手日報社会長を務める。